# Магурзан
Магурзан (перс. ماهورزان) — село в Ірані, у дегестані Гамзеглу, у Центральному бахші, шагрестані Хомейн остану Марказі. За даними перепису 2006 року, його населення становило 174 особи, що проживали у складі 48 сімей.

## Клімат
Середня річна температура становить 12,41 °C, середня максимальна – 30,59 °C, а середня мінімальна – -9,16 °C. Середня річна кількість опадів – 220 мм.
| Клімат поселення                              | Клімат поселення | Клімат поселення | Клімат поселення | Клімат поселення | Клімат поселення | Клімат поселення | Клімат поселення | Клімат поселення | Клімат поселення | Клімат поселення | Клімат поселення | Клімат поселення | Клімат поселення |
| Показник                                      | Січ.             | Лют.             | Бер.             | Квіт.            | Трав.            | Черв.            | Лип.             | Серп.            | Вер.             | Жовт.            | Лист.            | Груд.            |                  |
| Середній максимум, °C                         | 9,51             | 10,87            | 15,46            | 19,78            | 24,16            | 30,29            | 30,59            | 30,00            | 26,54            | 20,84            | 14,68            | 8,61             |                  |
| Середня температура, °C                       | 0,18             | 1,54             | 6,13             | 10,45            | 14,82            | 20,94            | 24,52            | 23,93            | 20,47            | 14,76            | 8,60             | 2,54             |                  |
| Середній мінімум, °C                          | −9,16            | −7,8             | −3,2             | 1,11             | 5,48             | 11,62            | 18,44            | 17,85            | 14,39            | 8,69             | 2,53             | −3,53            |                  |
| Норма опадів, мм                              | 35               | 34               | 41               | 27               | 19               | 2                | 2                | 1                | 0                | 8                | 21               | 30               |                  |
| Середньомісячна швидкість вітру, м/с          | 1.74             | 2.03             | 3.08             | 2.98             | 2.74             | 2.41             | 2.43             | 2.25             | 2.19             | 2.17             | 1.75             | 1.55             |                  |
| Середньомісячна сонячна радіація, кДж/м²·день | 9531             | 12871            | 15328            | 18671            | 22517            | 26777            | 25745            | 24357            | 21421            | 15971            | 11317            | 9302             |                  |
| --------------------------------------------- | ---------------- | ---------------- | ---------------- | ---------------- | ---------------- | ---------------- | ---------------- | ---------------- | ---------------- | ---------------- | ---------------- | ---------------- | ---------------- |
| Джерело:                                      |                  |                  |                  |                  |                  |                  |                  |                  |                  |                  |                  |                  |                  |